# 札幌市立西園小学校
札幌市立西園小学校（さっぽろしりつ せいえんしょうがっこう）は、北海道札幌市西区にある公立小学校。
この地区は、明治時代から果樹園栽培が盛んで、今も「梅園（ばいえん）」の地名とともにその面影を残している。西区・西野から「西」の字を、梅園から「園」の字を当て、校名とした。
校歌の作詞・作曲は高石ともや。
札幌市教育委員会の事業である「札幌市学校図書館地域開放事業」の指定校となっている。

## 沿革
- 1981年（昭和56年）3月25日札幌市立手稲東小学校・札幌市立手稲宮丘小学校より627名移籍。開校式。
- 1989年（平成元年）7月17日　プール完成

## 教育目標
- 人間尊重の教育を基盤として、知・徳・体の調和と統一をはかり、人間性豊かな子どもの育成をめざす
  - 心身ともに健康でたくましい子ども … 体
  - すすんで学び、ねばり強く考える子ども … 知
  - 美しさ、尊さがわかり、思いやりのある子ども … 徳
- めざす子供像
  - 思いやる心を持ち、たくましく活動する子ども

## 生徒会活動・部活動など
- 運動部では1993年度にミニバスケットボール少年団女子が北海道ミニバスケットボール選手権大会優勝、全国ミニバスケットボール大会ベスト16。この時の全道大会優勝メンバーが主軸となり3年後の1996年、札幌市立手稲東中学校女子バスケットボール部にて全国中学校バスケットボール大会準優勝の成績を残す。

## 通学区域
- 西町南8丁目 - 西町南18丁目
- 西野1条3丁目 - 西野1条8丁目
- 西野2条3丁目 - 西野2条8丁目
- 西野3条7丁目 - 西野3条8丁目
- 西野4条7丁目 - 西野4条8丁目

- 進級先：札幌市立手稲東中学校･札幌市立宮の丘中学校